# Tetrapollinia caerulescens
Espèce
Classification APG III (2009)
Synonymes
selon tropicos :
- Helia caerulescens (Aubl.) Kuntze
- Irlbachia caerulescens (Aubl.) Griseb.
- Irlbachia coerulescens (Aubl.) Griseb.
- Lisianthius caerulescens Aubl. - Basionyme
- Lisianthius parvifolius Desr.[1]

selon le GBIF :
- Helia caerulescens (Aubl.) Kuntze
- Helia coerulescens (Aubl.) Kuntze
- Irlbachia caerulescens (Aubl.) Griseb.
- Irlbachia coerulescens (Aubl.) Griseb.
- Lisianthius caerulescens Aubl.
- Lisianthus caerulescens Aubl. - Basionyme
- Lisianthus parvifolius Desr., 1792
- Lisyanthus caerulescens Aubl., 1775[2]

Tetrapollinia caerulescens est une espèce de plante herbacées du nord-ouest de l'Amérique du Sud, appartenant à la famille des Gentianaceae.

## Description
Tetrapollinia caerulescens est une herbacée annuelle non ramifiée (parfois avec des inflorescences ramifiées), atteignant jusqu'à 60 cm de haut. 
Les tiges et branches cylindriques à quadrangulaires à 4 ailes étroites, atteignent jusqu'à 0,3 cm de diamètre, avec des entrenœuds longs de 1 à 6,8 cm. 
Les feuilles sont sessiles, disposées uniformément le long de la tige.
Le limbe membraneux, est de forme linéaire, rarement ovale (les feuilles inférieures sont plus ovales), à base atténuée, à marges plates, à apex aigu, et mesurant (0,3-)1-2,5(-3,3) x 0,1-0,3 cm.
L'inflorescence compte 1-10 fleurs, avec des bractées et bracteoles en forme d'aiguille, mesurant 1-3 x 0,5-1 mm, et des pédicelles longs de 1,5-2,5 mm. 
Le fleurs sont dressées à horizontales (rarement nodales).
Le calice mesurant 2-6 x 3-4 mm, est de couleur vert pâle à vert, avec des lobes de forme étroitement triangulaires à triangulaires, souvent évasés, à marge légèrement hyaline, à apex aigu, et mesurant 1,5-5 x 1-2 mm. 
La corolle est de couleur blanche, bleu clair à bleu foncé, rose clair à mauve à violet foncé ou brunâtre, à base blanchâtre, à l'intérieur du tube blanc ou rayé bleu/blanc dans les fleurs bleu sombre.
Ces fleurs ont la forme d'entonnoir long de (5-)11-15(-25) mm pour 3-7 mm de large à l'embouchure, avec des lobes triangulaires à étroitement triangulaires, rarement ovales à étroitement ovales, à apex aigu, et mesurant 2-10 x 1-2,5 mm. 
Les étamines ne dépasse pas l'embouchure de la corolle.
Les filets sont longs de 4,5-8(-12) mm, avec des anthères droites ou légèrement coudées, de couleur blanche, parfois jaune-brun tumultueux, de forme oblongues, longues de 0,5-3,3 mm (devenant droites après l'anthèse ?). 
L'exine du pollen est réticulé avec de grandes épines.
Le pistil est long de 5-21 mm, avec les ovaires mesurant 1-5 x 0,8-3 mm, le style long de 2-11 mm, et le lobe du stigmate linéaire (moins souvent ovale) mesurant 1,5-4,5 mm. 
Les fruits sont dressés à noueux, de couleur verte à brune, de couleur ovoïde, et mesurant 3-9 x 2-5 mm.
Les graines sont brunes, et atteignant 0,3-0,4 mm de diamètre.

## Répartition
On rencontre Tetrapollinia caerulescens du Venezuela au Paraguay en passant par les Guyanes, le Brésil], le Pérou, et la Bolivie.

## Écologie
Tetrapollinia caerulescens fleurit et fructifie toute l'année souvent dans des zones humides, sur sable blanc ou dans les savanes argileuses, plus rarement sur des argiles gris foncé à noires (loameux), ou dans le lit de cours d'eau, à 10-1 550 m d'altitude,,.
Tetrapollinia caerulescens a été étudié sous divers aspects : 
- sa phylogénie[6],[7],[8],[9],[10],[11],[12]
- ses nectaires extrafloraux[13],[14]
- la morphologie de son pollen[15],[16]

## Usages
Aucun usage n'a été recensé.

## Protologue

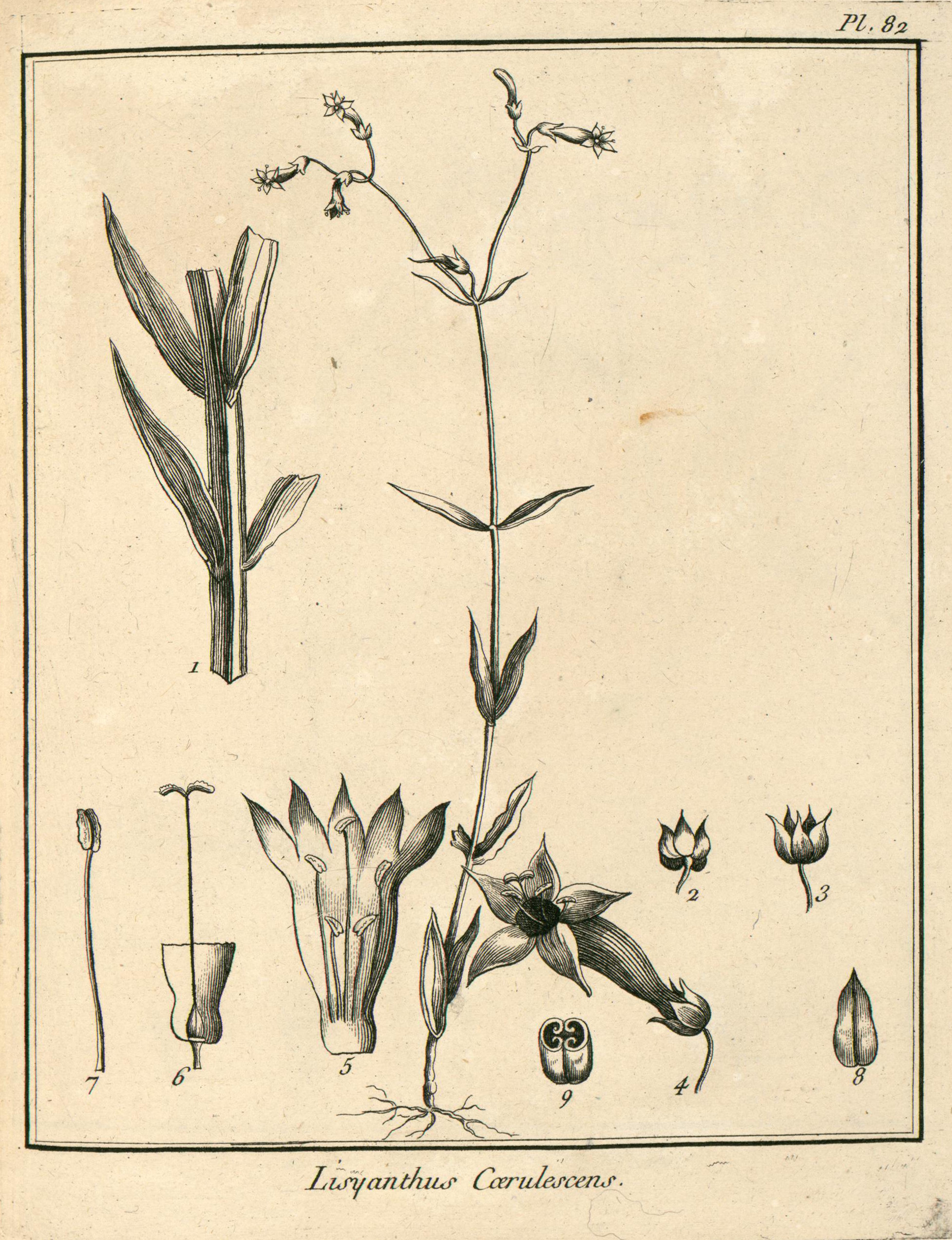
Lisianthius caerulescens Aubl. (= Tetrapollinia caerulescens (Aubl.) Maguire & B.M. Boom) par Aublet (1775) :
Planche 82. Lisianthius_caerulescens - On a groſſi une portion de la tige & les fleurs: la plante entière eſt de grandeur naturelle. - 1. Portion de tige groſſie. - 2. Calice vu en deſſous. - 3. Calice vu en deſſus. - 4. Fleur épanouie. - 5. Corolle ouverte. Étamines. - 6. Tube de corolle coupe. Diſque. Ovaire. Style. Stigmate. - 7. Étamine. - 8. Capſule. - 9. Capſule coupée en travers.

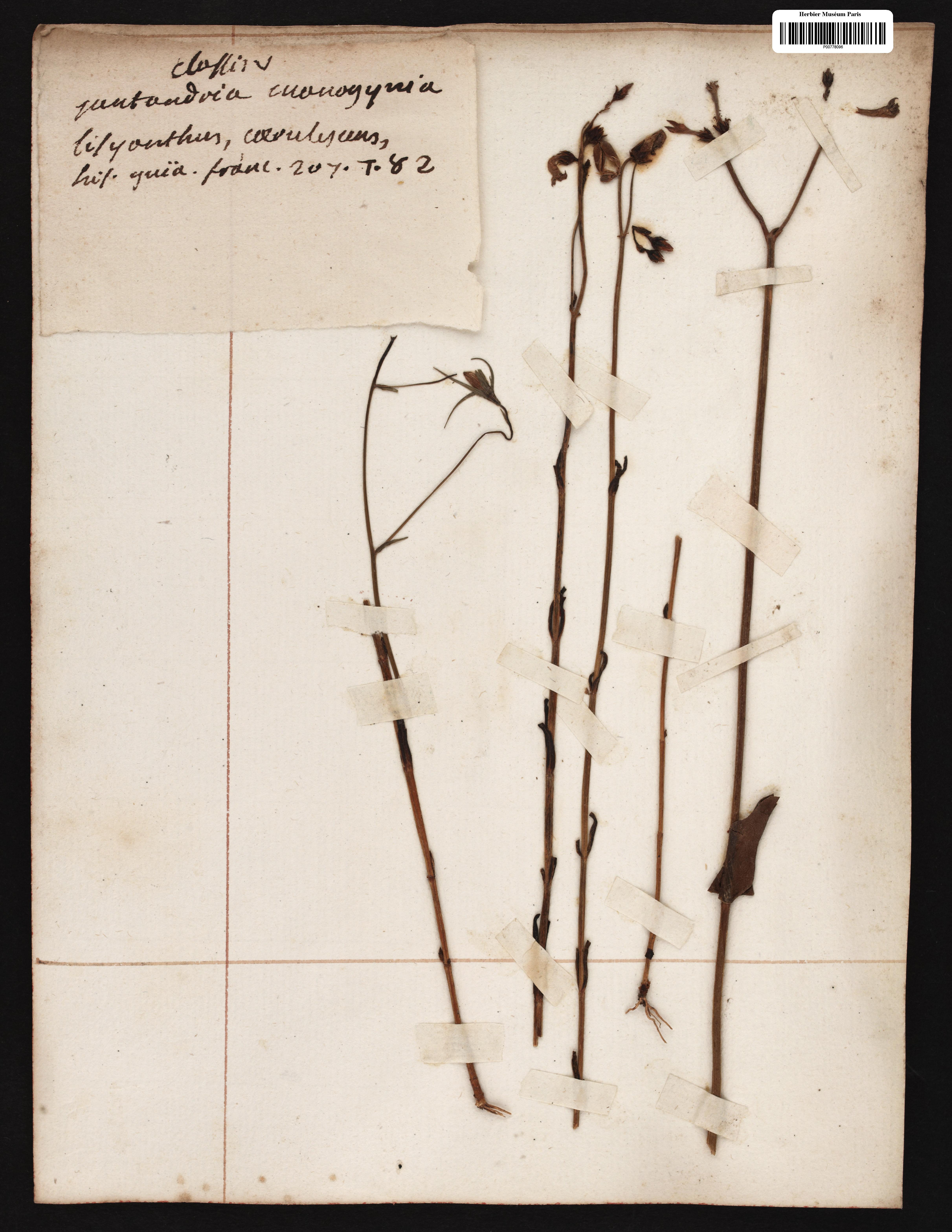
échantillon type de Lisianthus caerulescens Aubl. (= Tetrapollinia caerulescens (Aubl.) Maguire & B.M. Boom) collecté par Aublet en Guyane

En 1775, le botaniste Aublet a décrit cette plante pour la première fois sous le nom de Lisianthus caerulescens, et en a proposé le protologue suivant : 

« 4. LISYANTHUS (cæruleſcens) caule quadrangulari, marginato, foliis lanceolatis ; laciniis corollæ acutis. (TABULA 82.)
Planta annua. Radix fibroſa, tenuis. Caulis pedalis, tetragonus; angulis acutis, alatis, membranaceis. Folia ſeſſilia, anguſto-lanceolata, acuta, glabra, glauca, integerrima. Flores terminales, in ramulo dichotomo inſidentes. Calix ; perianthium monophyllum, in quinque partes profundè ſectum. Corolla ſubcærulea ; limbus quinquefidus ; laciniis ovatis, oblongis, acutis. Stamina ; filamenta quinque, inaquælia, quorum unum abortivum.
Habitat in pratis humidis Guianæ versus Courou.

LA LISYANTHE bleuâtre. (Planche 82.)
Cette plante diffère de la précédente par ſes tiges moins hautes, à quatre angles, bordées d'un petit feuillet membraneux ; par ſes feuilles plus étroites ; par le calice de la fleur qui eſt plus profondément découpé ; par ſa corolle bleuâtre dont les lobes ſont aigus ; par ſes étamines dont une eſt ordinairement très courte & avortée. 
[...]
Cette eſpèce croît dans les ſavanes marécageuſes, ſur la route de Courou. 
Ces deux plantes ſont fort amères, & elles approchent, par la ſaveur qu'elles laiſſent dans la bouche, de celle de la petite centaurée. »

— Fusée-Aublet, 1775.